# Cyrus Gichobi Njui
Cyrus Gichobi Njui (* 11. Februar 1986) ist ein kenianischer Langstreckenläufer.
2006 und 2010 siegte er beim Sapporo-Halbmarathon, bei dem er 2009 als Dritter seine Bestzeit über diese Distanz aufstellte, und 2010 gewann er bei seinem Debüt auf der 42,195-km-Distanz den Hokkaidō-Marathon.
2011 wurde er Fünfter beim Tokio-Marathon, Dritter beim Gifu-Seiryū-Halbmarathon und verteidigte seinen Titel beim Sapporo-Halbmarathon. 2013 wurde er Vierter in Gifu.
Cyrus Gichobi Njui ist 1,71 m groß und wiegt 52 kg. Nach seinem Studium an der Ryūtsū-Keizai-Universität schloss er sich zunächst dem Firmenteam von Nissan an.

## Persönliche Bestzeiten
- 5000 m: 13:22,76 min, 31. Mai 2008, Nobeoka
- 10.000 m: 27:56,63 min, 21. April 2007, Kōbe
- Halbmarathon: 1:01:03 h, 5. Juli 2009, Sapporo
- Marathon: 2:09:10 h, 27. Februar 2011, Tokio
- 3000-m-Hindernislauf: 8:45,17 min,  16. Juni 2003, Maebashi